# Listeriosi
La listeriosi o listerel·losi és una malaltia infecciosa causada pel bacteri grampositiu Listeria monocytogenes. És relativament poc freqüent i es produeix bàsicament en nadons, ancians i pacients immunodeprimits. Acostuma a presentar símptomes i signes semblants als de la grip, però en els casos més greus pot provocar meningitis i infeccions generalitzades.

## Epidemiologia
La incidència mundial anual de la listeriosi ha disminuït d'una incidència de 7 casos per milió de persones en 1986 i 7,9 casos per milió de persones en 1989 fins a 4,4 casos per milió de persones en 1993, amb incidències molt variables segons el país.

## Patogènesi
La L. monocytogenes està present arreu de l'ambient. La seva principal via de contagi és mitjançant la ingesta de productes alimentaris contaminats. Es pot trobar L. monocytogenes en la carn crua o poc cuita, llet no bullida, productes làctics, verdures i mariscs crus o no processats. El formatge tendre i la llet sense pasteuritzar representen un perill potencial, tot i que s'han produït brots epidèmics a causa de productes làctics fabricats amb llet pasteuritzada.
La listeriosi es presenta en quatre síndromes clíniques habituals:
- Listeriosi de l'embaràs: la L. monocytogenes pot proliferar asimptomàticament a la vagina i a l'úter. Si la mare comença a presentar símptomes apareixen cap al tercer trimestre d'embaràs i consisteixen en febre, miàlgia, artràlgia i cefalees. Possibles complicacions són avortaments, mort fetal i part preterme.
- Granulomatosi infantil sèptica: es produeix per infecció neonatal i es presenta en dues formes. Una consisteix en una sèpsia d'aparició primerenca, amb la Listeria adquirida a l'úter i que provoca mort prematura; la L. monocytogenes es pot aïllar a la placenta, la sang, el meconi, el nas, les orelles i la gola. Una altra, d'aparició més tardana, s'adquireix per transmissió vaginal, tot i que també s'ha observat en parts per cesària.
- Infecció del SNC: la L. monocytogenes té una certa predilecció pel parènquima de l'encèfal, especialment el tronc encefàlic i les meninges. Són habituals els canvis d'estat mental i poden produir-se crisi en un 25% dels pacients. També es pot produir paràlisi dels parells cranials, encefalitis, meningitis i meningoencefalitis.
- Gastroenteritis: La L. monocytogenes pot produir diarrees de transmissió alimentària que, habitualment, no són invasives. El període mitjà d'incubació és d'1 a 2 dies, amb diarrea present durant uns 1 a 3 dies, a vegades acompanyada de febre i miàlgies.

## Diagnòstic i tractament
Sempre es poden fer cultius de L. monocytogenes a partir del líquid cefalorraquidi i, sovint, també es poden fer hemocultius. No hi ha proves fiables serològiques o de coprocultius.
Cal tractar la bacterièmia durant dues setmanes, la meningitis durant 3 setmanes i l'abscés cerebral durant un mínim de 6 setmanes. Com a antibiòtic s'acostuma a utilitzar l'ampicil·lina, a la qual sovint s'afegeix gentamicina pels seus efectes sinèrgics. La taxa de mortalitat és d'un 20-30%; de tots els casos associats a embarassos, la més alta de les malalties fetals.